# Tollevast
Tollevast [tɔlva] est une commune française, située dans le département de la Manche en région Normandie, peuplée de 1 650 habitants.

## Géographie

### Localisation
Les communes limitrophes sont Martinvast, Brix, Hardinvast, Saint-Martin-le-Gréard et Cherbourg-en-Cotentin.

### Hydrographie
La commune est située dans le bassin Seine-Normandie. Elle est drainée par la Douve, le Trottebec, l'Eau Gallot, le cours d'eau 01 des Capitaines, le cours d'eau 01 des Maugers, le cours d'eau 01 du Piton, le ruisseau de la Beuvine, le ruisseau des Pitouses et le Trottebec,,.
La Douve, d'une longueur de 79 km, prend sa source dans la commune et se jette dans la baie de Seine à Carentan-les-Marais, après avoir traversé 28 communes.
Le Trottebec, d'une longueur de 14 km, prend sa source dans la commune de Brix et se jette dans la Divette à Cherbourg-en-Cotentin, après avoir traversé quatre communes. Les caractéristiques hydrologiques du Trottebec sont données par la station hydrologique située sur la commune de Cherbourg-en-Cotentin. Le débit moyen mensuel est de 0,299 m3/s. Le débit moyen journalier maximum est de 5,43 m3/s, atteint lors de la crue du 5 décembre 2010. Le débit instantané maximal est quant à lui de 9,32 m3/s, atteint le 24 décembre 1999.

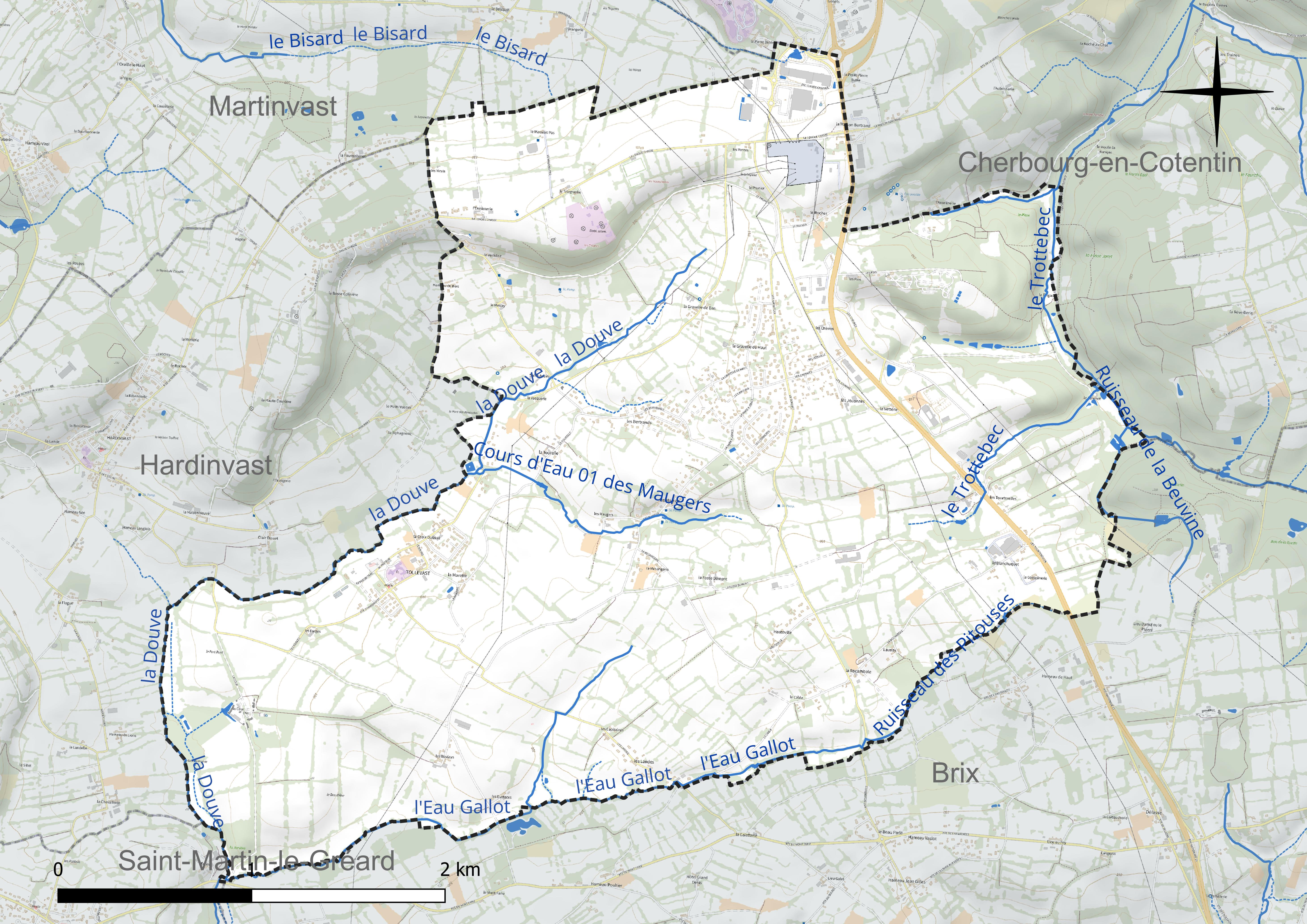
Réseau hydrographique de Tollevast.

### Climat
Pour des articles plus généraux, voir Climat de la Normandie et Climat de la Manche.
En 2010, le climat de la commune est de type climat océanique franc, selon une étude du CNRS s'appuyant sur une série de données couvrant la période 1971-2000. En 2020, Météo-France publie une typologie des climats de la France métropolitaine dans laquelle la commune est exposée à un climat océanique et est dans la région climatique  Normandie (Cotentin, Orne), caractérisée par une pluviométrie relativement élevée (850 mm/a) et un été frais (15,5 °C) et venté. Parallèlement le GIEC normand, un groupe régional d’experts sur le climat, différencie quant à lui, dans une étude de 2020, trois grands types de climats pour la région Normandie, nuancés à une échelle plus fine par les facteurs géographiques locaux. La commune est, selon ce zonage, exposée à un « climat maritime », correspondant au Cotentin et à l'ouest du département de la Manche, frais, humide et pluvieux, où les contrastes pluviométrique et thermique sont parfois très prononcés en quelques kilomètres quand le relief est marqué.
Pour la période 1971-2000, la température annuelle moyenne est de 10,7 °C, avec une amplitude thermique annuelle de 11,2 °C. Le cumul annuel moyen de précipitations est de 1 037 mm, avec 15,6 jours de précipitations en janvier et 8,1 jours en juillet. Pour la période 1991-2020, la température moyenne annuelle observée sur la station météorologique la plus proche, située sur la commune de Cherbourg-en-Cotentin à 7 km à vol d'oiseau, est de 12,1 °C et le cumul annuel moyen de précipitations est de 963,9 mm,. Pour l'avenir, les paramètres climatiques de la commune estimés pour 2050 selon différents scénarios d’émission de gaz à effet de serre sont consultables sur un site dédié publié par Météo-France en novembre 2022.

## Urbanisme

### Typologie
Au 1er janvier 2024, Tollevast est catégorisée commune rurale à habitat dispersé, selon la nouvelle grille communale de densité à sept niveaux définie par l'Insee en 2022.
Elle appartient à l'unité urbaine de Cherbourg-en-Cotentin, une agglomération intra-départementale regroupant trois communes, dont elle est une commune de la banlieue,,.
Par ailleurs la commune fait partie de l'aire d'attraction de Cherbourg-en-Cotentin, dont elle est une commune de la couronne,. Cette aire, qui regroupe 77 communes, est catégorisée dans les aires de 50 000 à moins de 200 000 habitants,.

### Occupation des sols
L'occupation des sols de la commune, telle qu'elle ressort de la base de données européenne d’occupation biophysique des sols Corine Land Cover (CLC), est marquée par l'importance des territoires agricoles (84 % en 2018), en diminution par rapport à 1990 (89,8 %).
La répartition détaillée en 2018 est la suivante : prairies (52,6 %), zones agricoles hétérogènes (18,8 %), terres arables (12,6 %), forêts (6,4 %), zones industrielles ou commerciales et réseaux de communication (5,1 %), zones urbanisées (4,5 %).

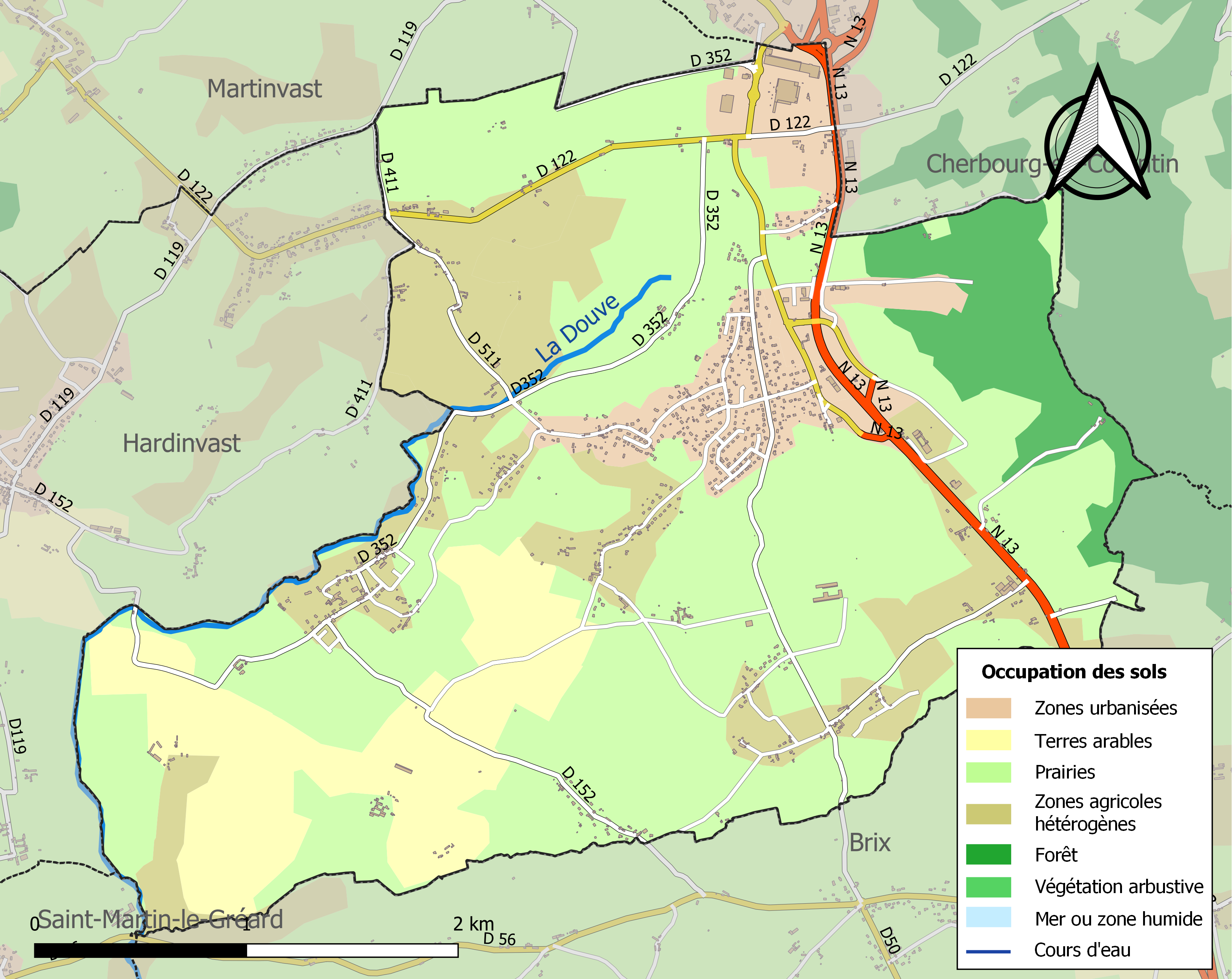
Carte des infrastructures et de l'occupation des sols de la commune en 2018 (CLC).

L'évolution de l’occupation des sols de la commune et de ses infrastructures peut être observée sur les différentes représentations cartographiques du territoire : la carte de Cassini (XVIIIe siècle), la carte d'état-major (1820-1866) et les cartes ou photos aériennes de l'IGN pour la période actuelle (1950 à aujourd'hui).

### Voies de communication et transports
La commune est associée au transport en commun départemental par bus (Manéo) via la ligne 001 : Cherbourg-en-Cotentin - Valognes - Carentan - Saint-Lô.

### Énergie
Le poste de transformation de Tollevast est relié à celui de L'Étang-Bertrand. Il alimente en énergie électrique l'usine de la Hague.

## Toponymie
Le nom de la localité est attesté sous les formes Toberwast vers l'an 1000 (lire *Tolerwast, copie XVIIe siècle, Fauroux 11) ; [R. de] Tolewast au XIIe siècle cartulaire Montebourg, f° 89) ; [de] Tholevasto en 1221 (A.M. H1377) ; Tolevast vers 1280 (pouillé), Tholevast en 1323 (Maillard, C.R. IV, 20) ; Thollevast en 1395 (A.N. P1922-2, 46222).
Tolle- résulte de l'évolution phonétique de Toler- qui représente le nom de personne scandinave Tolir (comprendre vieux norrois TóliR, forme hypocoristique de ÞórlæifR). Il est encore attesté comme nom de personne à l'époque ducale dans une charte du prieuré de Héauville sous la formulation latinisée Guillermus filius Rogerii Toler « Guillaume fils de Roger Toler » en 1152.
L'élément vast représente l'ancien normand wast, vast « terre inculte, friche, jachère », forme normano-picarde correspondant à l'ancien français guast > gast, de même sens, mais qui a également eu ceux de « ravage, pillage ; dilapidation » qui le rattachent au verbe guaster, gaster « ravager, dévaster ; détruire ». Les mots wast / gast sont issus du gallo-roman *WASTU, reposant sur le croisement du latin vastus « vide, désert ; dévasté, ravagé ; inculte » et du francique *wōsti, de même sens,.

## Histoire

### Moyen Âge
Au Xe siècle, Tollevast appartenait aux ducs de Normandie.
La paroisse fut donné, avant 1220, à l'abbaye du Vœu.

### Temps modernes
En 1567, Pierre Le Gris († 1569), écuyer, baron de Tollevast et sergent hérédital du lieu, époux de Barbe de La Mérinnière, fils probable de Pierre Le Gris († v. 1552), seigneur et baron d'Échauffour et de Jeanne de Thieuville, dame châtelaine de Tollevast, Sainte-Croix, Montfiquet et Monfréville, est taxé pour ces fiefs de 46 livres et 6 solz dans le rôle des nobles et roturiers, au titre du ban et de l'arrière ban de la vicomté de Coutances, réalisé par Gilles Dancel, seigneur d'Audouville, lieutenant général du bailli de Cotentin, tenu à Coutances les 20-22 octobre. Sa fille, Louise Le Grix [sic] épousa, en 1591, Louis III de Proisy, chevalier, seigneur de Proisy, baron de la Bove (Bouconville-Vauclair) qui hérite du fief, terre et seigneurie de Tollevast. Vers 1594, ils vendent l'ensemble à Michel de Montreuil, seigneur de la Chaux. Le fief de Tollevast, qui était un plein fief de haubert et relevait de la vicomté de Saint-Sauveur-le-Vicomte, avait des extensions à Hardinvast, Teurthéville-Hague, Nouainville, Acqueville et Besneville. La sergenterie hérédital, qui valait un demi-fief de haubert et était tenu du roi sous la vicomté de Valognes, avait des extensions à Brix, Hardinvast, Martinvast, Sideville, Saint-Martin-le-Gréard, Couville, Rauville, Breuville, Quettetot, Grosville, Pierreville, Saint-Germain-le-Gaillard, Surtainville, Le Rozel, Les Pieux, Benoistville, Flamanville, Tréauville, Siouville, Helleville, Sotteville, Saint-Christophe-du-Foc, Virandeville, Teurthéville-Hague, Acqueville, Flottemanville, Sainte-Croix-Hague, Vauville, Herqueville, Jobourg, Beaumont, Auderville, Saint-Germain-des-Vaux, Omonville-la-Rogue, Omonville-la-Petite, Digulleville, Éculleville, Gréville, Nacqueville, Hainneville, Nouainville, Octeville, Cherbourg, Équeurdreville, Sottevast et Saint-Martin-le-Hébert.

## Politique et administration
| Période                                  | Période   | Identité       | Étiquette | Qualité           |
| ---------------------------------------- | --------- | -------------- | --------- | ----------------- |
| 1968                                     | 1995      | Albert Fournel |           |                   |
| 1995                                     | mars 2014 | Yves Hairon    |           | Retraité DCN      |
| mars 2014                                | En cours  | Stéphane Barbé | SE        | Agent de maîtrise |
| Les données manquantes sont à compléter. |           |                |           |                   |

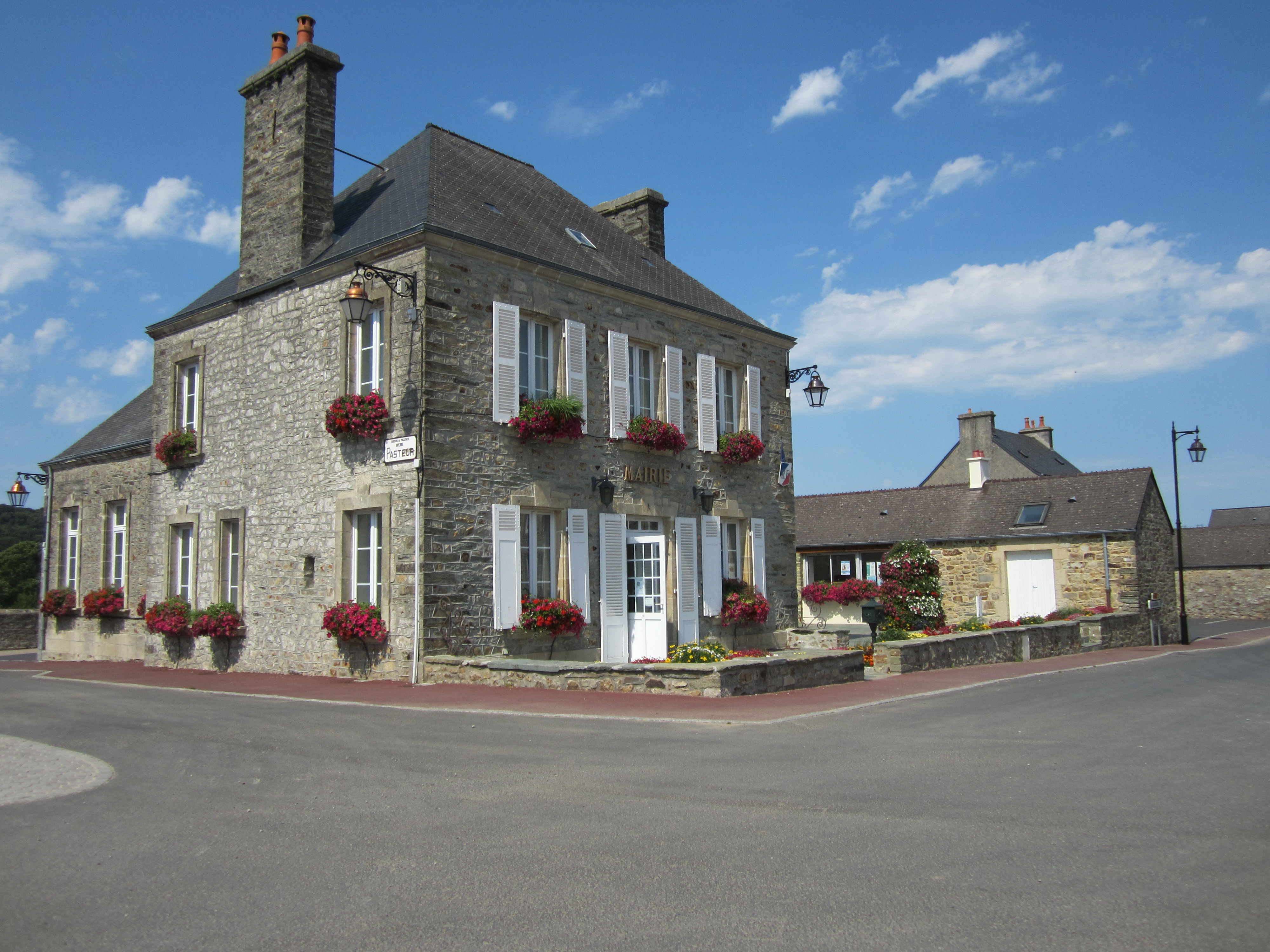
La mairie.

Le conseil municipal est composé de dix-neuf membres dont le maire et quatre adjoints.

## Population et société
Les habitants de la commune sont appelés les Tollevastais.

### Démographie
L'évolution du nombre d'habitants est connue à travers les recensements de la population effectués dans la commune depuis 1793. Pour les communes de moins de 10 000 habitants, une enquête de recensement portant sur toute la population est réalisée tous les cinq ans, les populations de référence des années intermédiaires étant quant à elles estimées par interpolation ou extrapolation. Pour la commune, le premier recensement exhaustif entrant dans le cadre du nouveau dispositif a été réalisé en 2006.
En 2022, la commune comptait 1 650 habitants, en évolution de +9,27 % par rapport à 2016 (Manche : −0,31 %, France hors Mayotte : +2,11 %).
| 1793 | 1800 | 1806 | 1821 | 1831 | 1836 | 1841 | 1846 | 1851 |
| ---- | ---- | ---- | ---- | ---- | ---- | ---- | ---- | ---- |
| 652  | 611  | 746  | 855  | 855  | 854  | 781  | 804  | 726  |

| 1856 | 1861 | 1866 | 1872 | 1876 | 1881 | 1886 | 1891 | 1896 |
| ---- | ---- | ---- | ---- | ---- | ---- | ---- | ---- | ---- |
| 672  | 660  | 689  | 604  | 608  | 603  | 601  | 579  | 512  |

| 1901 | 1906 | 1911 | 1921 | 1926 | 1931 | 1936 | 1946 | 1954 |
| ---- | ---- | ---- | ---- | ---- | ---- | ---- | ---- | ---- |
| 465  | 483  | 476  | 491  | 509  | 497  | 513  | 433  | 523  |

| 1962 | 1968 | 1975 | 1982 | 1990 | 1999  | 2006  | 2011  | 2016  |
| ---- | ---- | ---- | ---- | ---- | ----- | ----- | ----- | ----- |
| 466  | 459  | 543  | 813  | 930  | 1 160 | 1 147 | 1 207 | 1 510 |

| 2021  | 2022  | - | - | - | - | - | - | - |
| ----- | ----- | - | - | - | - | - | - | - |
| 1 623 | 1 650 | - | - | - | - | - | - | - |

### Vie associative
De nombreuses manifestations se déroulent dans la commune, animées par différentes associations : 
- Tollevast se bouge pour l'école ;
- La Tollevastaise (manifestation du même nom) ;
- Association sportive et culturelle (dessin, judo, danse…) ;
- Entente sportive HTC ;
- Les Sirènes de Tollevast (majorettes) ;
- Souvenir français.

### Cultes
L'église est aujourd'hui rattachée à la nouvelle paroisse Sainte-Bernadette du doyenné de Cherbourg-Hague.

## Culture locale et patrimoine

### Lieux et monuments
- Église Saint-Martin des XIe – XIIe siècles, d'origine romane, classée au titre des monuments historiques par arrêté du 24 février 1956[41]. C'est Henri de Tollevast qui commença à construire l'église, vers 1100, après s'être distingué à la bataille d'Hastings, grâce à une importante propriété dans l'île de Wight. En 1217, un de ses descendants, Thomas de Tollevast, donna l'église à l'abbaye Notre-Dame-du-Vœu de Cherbourg[42].

L'édifice abrite un calice et sa patène du XVIIIe et deux groupes sculptés du XVe sainte Anne et la Vierge et saint Christophe portant l'Enfant Jésus, classés au titre objet aux monuments historiques, ainsi qu'un maître-autel du XVIIIe, une poutre de gloire du XVIe, et sur la tour une croix de faîtage du XVe.
L'intérieur comme l'extérieur présente un décor roman qui se caractérise par la finesse et la variété des cent dix modillons dont la plus grande majorité présente des têtes de monstres. Le premier curé fut nommé en 1421 et la paroisse prit le nom de Saint-Martin-de-Tollevast. La famille de Tollevast présenta à la cure pendant plus de 300 ans.
- Chapelle Saint-Pierre-aux-liens du XVIIIe siècle. Elle abrite une verrière du XXe de Paul Bony, et le lieu est l'objet d'un pèlerinage le premier dimanche d'août[44].
- Chateau de la Cour du milieu du XIXe siècle et ferme-manoir de Saint-Acaire, ancien ermitage et prieuré de l'abbaye Notre-Dame du Vœu qui existaient déjà au XIe siècle, et étaient la possession de la famille de Tollevast[44].
- La Fosse Demons du XVIIe siècle.
- Le Boulay des XVIe – XIXe siècles.
- Ferme-manoir des Tourelles du XVIIe siècle.

Pour mémoire
Le menhir de la Pierre Butée, en limite de La Glacerie, a disparu au XIXe siècle, sans laisser de traces.

### Personnalités liées à la commune
- Julien Épaillard (né en 1977), cavalier de saut d'obstacles, a grandi à Tollevast.